# Volta a Nuremberg
La Volta a Nuremberg (en alemany Rund um die Nürnberger Altstadt) era una competició ciclista alemanya d'un dia que es disputava al voltant de Nuremberg, a l'estat de Baviera. De 2005 a 2009 formà part de l'UCI Europa Tour.
De 1997 a 2010 també es va disputar la versió femenina, que va formar part de la Copa del Món de ciclisme femení.

## Palmarès masculí
| Any  | Vencedor            | Segon            | Tercer               |
| ---- | ------------------- | ---------------- | -------------------- |
| 1991 | Stephan Gottschling |                  |                      |
| 1992 | Bert Dietz          |                  |                      |
| 1993 | Steffen Rein        |                  |                      |
| 1994 | Andreas Walzer      |                  |                      |
| 1995 | Fabio Baldato       | Bo Hamburger     | Klaus Diewald        |
| 1996 | Jan Schaffrath      | Olaf Ludwig      | Matthew White        |
| 1997 | Mikael Kyneb        | Thomas Liese     | Ivan Quaranta        |
| 1998 | Jan Ullrich         | Klaus Diewald    | Thomas Liese         |
| 1999 | Jens Zemke          | Artur Babaitsev  | Timo Scholz          |
| 2000 | Raphael Schweda     | Thomas Liese     | Jan Schaffrath       |
| 2001 | Olaf Pollack        | Erik Zabel       | Josef Lontscharitsch |
| 2002 | Erik Zabel          | Olaf Pollack     | Steffen Radochla     |
| 2003 | Kai Hundertmarck    | Robert Förster   | Jochen Summer        |
| 2004 | Sebastian Siedler   | David Kopp       | André Korff          |
| 2005 | Ronny Scholz        | Raffaele Ferrara | Jan Valach           |
| 2006 | Gerald Ciolek       | Tilo Schüler     | Harald Morschet      |
| 2007 | Fabian Wegmann      | Olaf Pollack     | Sven Krauss          |
| 2008 | André Greipel       | Jure Kocjan      | Steffen Radochla     |
| 2009 | Francesco Gavazzi   | Felix Rinker     | Nils Plötner         |
| 2010 | Eric Baumann        | David Jesse      | Philipp Mamos        |
| 2011 | Helmut Trettwer     | Leif Lampater    | Alexander Krieger    |
| 2012 | Andreas Schillinger | Stefan Schäfer   | Theo Reinhardt       |

## Palmarès femení
| Any  | Vencedora         | Segona               | Tercera              |
| ---- | ----------------- | -------------------- | -------------------- |
| 1997 | Barbara Heeb      | Vera Hohlfeld        | Rikke Sandhöj-Olsen  |
| 1998 | Barbara Heeb      | Svetlana Guiguileva  | Viola Paulitz-Müller |
| 1999 | Vera Hohlfeld     | Kim Shirley          | Mandy Hampel         |
| 2000 | Regina Schleicher | Tanja Hennes-Schmidt | Jacinta Coleman      |
| 2001 | Jenny Algelid     | Hanka Kupfernagel    | Regina Schleicher    |
| 2002 | Jenny Algelid     | Petra Rossner        | Judith Arndt         |
| 2003 | Diana Žiliūtė     | Regina Schleicher    | Arenda Grimberg      |
| 2004 | Petra Rossner     | Angela Brodtka       | Oenone Wood          |
| 2005 | Giorgia Bronzini  | Rochelle Gilmore     | Oenone Wood          |
| 2006 | Regina Schleicher | Ina-Yoko Teutenberg  | Giorgia Bronzini     |
| 2007 | Marianne Vos      | Ina-Yoko Teutenberg  | Regina Schleicher    |
| 2008 | Judith Arndt      | Monica Holler        | Kirsten Wild         |
| 2009 | Kirsten Wild      | Rochelle Gilmore     | Ina-Yoko Teutenberg  |
| 2010 | Trixi Worrack     | Hanka Kupfernagel    | Luise Keller         |